# مزاهر السفلى (الرضمة)

تعديل مصدري - تعديل

مزاهر السفلى محلة تابعة لقرية المنصورة، التابعة لعزلة شيزر بمديرية الرضمة إحدى مديريات محافظة إب في الجمهورية اليمنية.، بلغ تعداد سكانها 197 حسب تعداد اليمن لعام 2004.